# Горбатий Євгеній Сергійович
Євгеній Сергійович Горбатий (нар. 10 червня 1993, с. Борозенське, Бериславський район Херсонської області — пом. 29 липня 2022, селище Оленівка, Донецької області) — український військовослужбовець та спортсмен, солдат Окремого загону спеціального призначення «Азов» Національної гвардії України, учасник російсько-української війни, який відзначився під час відбиття російського вторгнення в Україну і загинув у полоні внаслідок терористичного акту, вчиненого в ніч проти 29 липня 2022 року російськими окупаційними військами на території колишньої Волноваської виправної колонії № 120. Кавалер ордена «За мужність» ІІІ ступеня (2023 р., посмертно). Майстер спорту України.

## Життепис
| Текст вилучений зі статті через підозру в порушенні авторських прав |
| --- |
| Текст, що раніше перебував на цій сторінці, запідозрено в порушенні авторських прав на текст із таких джерел: https://korosten-rada.gov.ua/dymchuk_serhii/ Дата, коли було знайдено порушення: 9 серпня 2025. Тому, хто повісив цей шаблон: На сторінку обговорення користувача, який розмістив цю статтю, варто додати повідомлення {{subst:nothanks cv\|Горбатий Євгеній Сергійович\|url=https://korosten-rada.gov.ua/dymchuk_serhii/. |
| До уваги користувача, який розмістив цю статтю Не редагуйте статтю зараз, навіть якщо ви збираєтеся її переписати. Дотримуйтесь вказівок нижче. - Якщо власник авторських прав на зазначений вище матеріал дозволяє використовувати його на умовах GNU FDL без незмінюваних секцій та Creative Commons із зазначенням автора / розповсюдження на тих самих умовах, будь ласка, сповістіть про це на сторінці обговорення цієї статті. - Якщо правовласником є ви, додайте на зазначеному вище ресурсі примітку: «Матеріали дозволено використовувати на умовах GNU FDL без незмінюваних секцій та Creative Commons із зазначенням автора / розповсюдження на тих самих умовах». - Якщо дозволу на використання цього матеріалу немає, будь ласка, зробіть одне з двох: 1. Напишіть хоча б гарний накид статті на цій підсторінці. Зверніть увагу: не треба копіювати текст, що порушує авторські права, на зазначену підсторінку й редагувати його. Якщо ви взялися за написання нової статті, не забудьте сповістити про це на сторінці обговорення. 2. Залиште все як є, і тоді статтю буде вилучено. У випадку, якщо новий текст написано не буде, цю статтю буде вилучено через тиждень після появи цього попередження (детальніше див. документацію шаблону). Вихідний текст цієї статті з можливим порушенням копірайту можна знайти в історії змін. Зверніть увагу, що розміщення у Вікіпедії матеріалів, автор яких не надав явного дозволу на їхнє використання відповідно до ліцензії GNU FDL без незмінюваних секцій та Creative Commons із зазначенням автора / розповсюдження на тих самих умовах, може бути порушенням законів про авторське право. Користувачів, які додають до Вікіпедії такі матеріали, може бути тимчасово позбавлено права редагувати статті. Попри все, ми завжди раді вашим оригінальним статтям. Дякуємо. Цю сторінку внесено до категорії Вікіпедія:Можливе порушення авторських прав. |

| Текст вилучений зі статті через підозру в порушенні авторських прав |
| --- |
| Текст, що раніше перебував на цій сторінці, запідозрено в порушенні авторських прав на текст із таких джерел: https://koordshtab.gov.ua/memory-book/horbatyy-yevheniy-serhiyovych-1993-06-10 Дата, коли було знайдено порушення: 9 серпня 2025. Тому, хто повісив цей шаблон: На сторінку обговорення користувача, який розмістив цю статтю, варто додати повідомлення {{subst:nothanks cv\|Горбатий Євгеній Сергійович\|url=https://koordshtab.gov.ua/memory-book/horbatyy-yevheniy-serhiyovych-1993-06-10. |
| До уваги користувача, який розмістив цю статтю Не редагуйте статтю зараз, навіть якщо ви збираєтеся її переписати. Дотримуйтесь вказівок нижче. - Якщо власник авторських прав на зазначений вище матеріал дозволяє використовувати його на умовах GNU FDL без незмінюваних секцій та Creative Commons із зазначенням автора / розповсюдження на тих самих умовах, будь ласка, сповістіть про це на сторінці обговорення цієї статті. - Якщо правовласником є ви, додайте на зазначеному вище ресурсі примітку: «Матеріали дозволено використовувати на умовах GNU FDL без незмінюваних секцій та Creative Commons із зазначенням автора / розповсюдження на тих самих умовах». - Якщо дозволу на використання цього матеріалу немає, будь ласка, зробіть одне з двох: 1. Напишіть хоча б гарний накид статті на цій підсторінці. Зверніть увагу: не треба копіювати текст, що порушує авторські права, на зазначену підсторінку й редагувати його. Якщо ви взялися за написання нової статті, не забудьте сповістити про це на сторінці обговорення. 2. Залиште все як є, і тоді статтю буде вилучено. У випадку, якщо новий текст написано не буде, цю статтю буде вилучено через тиждень після появи цього попередження (детальніше див. документацію шаблону). Вихідний текст цієї статті з можливим порушенням копірайту можна знайти в історії змін. Зверніть увагу, що розміщення у Вікіпедії матеріалів, автор яких не надав явного дозволу на їхнє використання відповідно до ліцензії GNU FDL без незмінюваних секцій та Creative Commons із зазначенням автора / розповсюдження на тих самих умовах, може бути порушенням законів про авторське право. Користувачів, які додають до Вікіпедії такі матеріали, може бути тимчасово позбавлено права редагувати статті. Попри все, ми завжди раді вашим оригінальним статтям. Дякуємо. Цю сторінку внесено до категорії Вікіпедія:Можливе порушення авторських прав. |

Активно займався спортом[джерело?], здобув звання майстра спорту України з жиму лежачи, 
Із початком повномасштабного російського вторгнення Євгеній разом із побратимами брав участь у запеклих боях на підступах до Маріуполя, потім - на його вулицях, а ще пізніше – на території металургійного комбінату «Азовсталь». Йому пощастило пройти крізь усі випробування майже без поранень, проте він дуже надірвав спину і деякий час змушений був лікуватися у імпровізованому шпиталі у бункері «Железяка», бо навіть не міг одягнути бронежилет. Спілкуючись із нареченою Оленою через Інтернет, почав писати, що їй, мовляв, варто готуватися до того, щоб жити далі без нього, їхати за кордон та улаштовувати своє життя. Ще більше тривоги і навіть сварки із нареченою викликали повідомлення, що Євгеній не хоче здаватися у полон і краще підірве себе останньою гранатою… [джерело?]
Останнє повідомлення від Євгенія Олена отримала 14 травня – «Дуче» писав, що перейде у інший бункер, де не буде зв’язку, за два дні його командир написав, що із Євгенієм все гаразд[джерело?]. 
Між 16 та 20 травня 2022 року за наказом вищого військового керівництва заради збереження життя людей Євгеній вийшов з побратимами з «Азовсталі» та потрапив у так званий «полон за домовленістю»[відсутнє в джерелі]. Утримувався на території колишньої Волноваської виправної колонії № 120 в окупованому селищі Молодіжному, що неподалік колишнього адміністративного центру селищної ради Оленівки колишнього Волноваського (нині – Кальміуського) району Донецької області, де окупанти утворили фільтраційну в’язницю[джерело?]. 
У ніч на 29 липня 2022 року прийняв мученицьку смерть у полоні внаслідок масового вбивства військовополонених, влаштованого окупантами у колонії в Оленівці.
Після репатріації тіл загиблих у жовтні 2022 року лише [джерело?].

## Нагороди
- орден «За мужність» ІІІ ступеня (3 листопада 2023 р., посмертно)  – за особисту мужність і самовідданість, виявлені у захисті державного суверенітету та територіальної цілісності України, сумлінне та бездоганне служіння Українському народові[3]